# Мали Ловречан
Мали Ловречан је насељено место у општини Цестица, Вараждинска жупанија, Хрватска.

## Историја
До територијалне реорганизације у Хрватској био је у саставу старе општине Вараждин.

## Становништво
У попису становништва из 2011. године, Мали Ловречан је имао 65 становника.
| Број становника према пописима | Број становника према пописима | Број становника према пописима | Број становника према пописима | Број становника према пописима | Број становника према пописима | Број становника према пописима | Број становника према пописима | Број становника према пописима | Број становника према пописима | Број становника према пописима | Број становника према пописима | Број становника према пописима | Број становника према пописима | Број становника према пописима | Број становника према пописима |
| ------------------------------ | ------------------------------ | ------------------------------ | ------------------------------ | ------------------------------ | ------------------------------ | ------------------------------ | ------------------------------ | ------------------------------ | ------------------------------ | ------------------------------ | ------------------------------ | ------------------------------ | ------------------------------ | ------------------------------ | ------------------------------ |
| 1857                           | 1869                           | 1880                           | 1890                           | 1900                           | 1910                           | 1921                           | 1931                           | 1948                           | 1953                           | 1961                           | 1971                           | 1981                           | 1991                           | 2001                           | 2011                           |
| 64                             | 88                             | 78                             | 80                             | 81                             | 102                            | 89                             | 106                            | 87                             | 95                             | 79                             | 75                             | 141                            | 65                             | 67                             | 65                             |

Напомена: Исказивано под именом Ловречан Брег од 1857. до 1900, Велики Ловречан од 1910. до 1948. и Мали Ловречан од 1953. Године 1991. умањено за део насеља насеља (ненасељено до 1981) које је припојено насељу Велики Ловречан.